# Лангвис
Лангвис (нем. Langwies) — деревня и бывшая коммуна в Швейцарии, в кантоне Граубюнден.
До 2012 года имела статус отдельной коммуны. 1 января 2013 года вошла в состав коммуны Ароза. Входит в состав региона Плессур (до 2015 года входила в округ Плессур).
Население составляет 295 человек (на 31 декабря 2006 года). Официальный код — 3924.

## Герб
Блазонирование: на жёлтом (золотом) фоне — синяя булава. Мотив продиктован победой в 1798 году. Цвета исторических Десяти юрисдикций.

## География
Лангвис лежит в 14 км восточнее Кур. На юге граничит с коммуной Ароза в верховьях реки Плессур, на востоке — с Сапюном и на северо-востоке — с Фондеем. С западной стороны долина обрывается скалистой кромкой. Над долиной возвышаются горы Матьиш Хорн (2461 м) и Хистенштайн (2473 м). Прежде Фондей и Сапюн были важными населёнными пунктами Лангвиса, но с XX века здесь люди проживают лишь в летнее время.
Из общей территории 55 км2 почти половина (2’675 га) заняты пастбищами, 1’509 га — преимущественно гористая местность, 1’237 — растительность и леса, 64 га обжиты людьми.

## История
Люди проживают на этой территории с XIII века. В 1307 году сюда пришли вальзерцы, которые сначала заселили высокогорные места вроде Фондея, Сапюна и Медергена, затем расселились далее.
Немецкое название Petrus an der Wise впервые появилось в 1300 году, в 1384 году распространилось на возведённую церковь (guot genannt die Lang wise). Часто цитируемый акт 998 года является подделкой 1656 года.
До 1338 года местность находилась под контролем баронов Вац, затем до 1479 года перешло в управление других знатных фамилий пока не попало в подчинение Габсбургов. Область Лангвис, включая Вальцерн и Праден, получила ряд привилегий. Среди них — право выбора руководителей. С 1436 года они относились к Десяти юрисдикциям. Вопреки распространяемому австрийцами религиозному учению, местные жители следовали реформаторским заповедям Филиппа Галиция из Лавина. В 1622 году жители Лангвиса выступили против австрийских войск во время Бюнднер Виррен, как часть Тридцатилетней войны. Между 1652 и 1657 годами жители выкупили у австрийского правительства эти земли.

## Население
| Динамика жителей | Динамика жителей | Динамика жителей | Динамика жителей | Динамика жителей | Динамика жителей |
| ---------------- | ---------------- | ---------------- | ---------------- | ---------------- | ---------------- |
| Год              | 1850             | 1900             | 1950             | 2000             | 2005             |
| Население        | 385              | 285              | 383              | 303              | 297              |

В 2004 году из 285 жителей 271 назвали себя швейцарцами.

## Политика
В местный орган власти входят пять государственных служащих.

## Достопримечательности
- В 1914 году для железнотранспортной системы на высоте 62 метра построен виадук из бетона и стали протяжённостью 284 метра.
- Природные пирамиды Steinmannli
- Реформистская церковь, которая до Реформации называлась в честь Девы Марии. От первой постройки церкви 1384—1385 года сохранились башня, стены нефа, несколько росписей. В 1488 году церковь перестроили в позднеготическом стиле.